# Cuando un pobre se divierte (obra de teatro)
Cuando un pobre se divierte es un sainete tragicómico en un acto y dos cuadros escrito por el dramaturgo argentino Alberto Vacarezza (Buenos Aires, 1° de abril de 1886 - Buenos Aires, 6 de agosto de 1959) que fue estrenado el 19 de octubre de 1921 en el Teatro Nacional por la compañía de Pascual Carcavallo. En el segundo acto de la obra se ejecutaba el tango La copa del olvido de Vacarezza y Enrique Pedro Delfino.
A lo largo de los años fue representada por diversos elencos y en 1936 se realizó una película del mismo nombre basada en la obra y dirigida por Roque Lavera. 

## El autor
Vacarezza fue un prolífico autor que escribió más de 200 obras entre letras de tango, zambas, canciones, poemas y piezas teatrales. Los elementos teatrales que utilizaba eran prácticamente invariables: el escenario de sus obras –en el caso, un conventillo- personajes del país y del extranjero en franco contraste de caracteres –especialmente los de italianos y españoles, las colectividades más numerosas del país-, las mujeres claramente encasilladas –las pobres pero honradas y las otras, ganadas por el asfalto y las luces del centro- y una galería de nativos con compadritos, atorrantes, pícaros, guitarristas, etc. Vararezza no es un creador de tipos ni ambientes. Le falta autenticidad.
Así pudo decir la crónica de La Razón del 6 de abril de 1929:

”Cuando se alza el telón sobre un nuevo sainete del señor Vacarezza, cualquier espectador, si conoce dos o tres obras del autor puede ir previendo no sólo los acontecimientos capitales de la acción, sino las escenas, las situaciones …casi hasta la frase con que el compadrito va a retrucar a su rival …”

Dice Osvaldo Pellettieri que Vacarezza fue el primer autor en descubrir al sainete como género teatralista, no realista y agrega que su sainete:

"“…es siempre una realidad representada, mediatizada, estilizada”…le sacó el poco costumbrismo que le quedaba…dejó lo sentimental…hizo crecer de manera desmesurada lo caricaturesco …los personajes extranjeros eran tratados de manera xenófoba …fue un gran autor pero era reaccionario...lo cómico desinteresado de lo social constituyó la característica del humor de Vacarezza. No había ninguna crítica social en su comicidad…no hay clases sociales, no hay hambre.

## Sinopsis
Desde que se ha ido de su casa hace tres años el personaje Mentaberry busca a su hijo, un niño se ha mudado con su abuela,  llevando siempre encima un juguete, por si finalmente lo encuentra. Finalmente sabrá que su hijo tan buscado ha muerto hace tiempo. Vacarezza retoma en esta obra el personaje del hombre "calavera",  el mujeriego aficionado al cabaré, el juego, el tango y la vida bohemia que abandona a su esposa y a sus hijos.

## Repercusión
Quien cantó por primera vez el tango La copa del olvido en este sainete fue José Cicarelli, un actor no muy destacado pero de buena voz que hacía en la obra un personaje ocasional -ni siquiera figuraba en el reparto- que en la escena que transcurría en el cabaré -elemento bastante usado en el teatro porteño de la época- con la animación musical de Enrique Delfino estaba sentado en una mesa y en un momento en que se producía un vacío en la acción se paraba con una copa en alto y levantaba y comienza a cantar:
¡Mozo! Traiga otra copa
y sírvase de algo el que quiera tomar,
De lo que se trataba, explica García Jiménez, era de intercalar en algún momento el anzuelo del tango-canción que, en el caso, alcanzó rápida difusión. La obra tuvo una notable repercusión popular; se realizaban 3 o 4 funciones diarias y muchas de ellas con el teatro completo. Decía la revista Caras y Caretas en el número 1212 del 24 de diciembre de 1921:

«En todos los hoteles, bares y confiterías de Buenos Aires se toca el mismo tango; en los cabarets y restaurantes alegres se baila el mismo motivo musical; se escucha por calles y plazas en todos los labios aquello de «¡Mozo! Traiga otra copa y sírvase de algo el que quiera tomar»; todos los pianos lo martillean. Es que la pegadiza melodía ha llegado hasta el alma misma de la población.»

Enrique Delfino conservaba los recortes periodísticos que daban cuenta de la gran difusión que tuvo La copa del olvido en España. El ABC de Madrid contaba en una nota cómo en la calle de Alcalá músicos callejeros y transeúntes cantaban o tarareaban la canción y La Noche de Barcelona decía sobre este tango "Las criadas lo cantan, con acompañamiento de fregadero y escoba; las pianolas, los ciegos, los quintetos de cabarets y cinemas..." García Jiménez dice que cuando tiempo después Delfino fue a actuar a España los periódicos resumían su personalidad interesante con la frase ¿Recordáis a La copa del olvido?
Además de Cicarelli integraban el elenco inicial Manolita Poli, Antonia Volpe, Gregorio Cicarelli, Marcelo Ruggero, Paquito Busto y Carlos Morales, dirigidos ´por Atilio Supparo.